# Assam (roman)
Pour les articles homonymes, voir Assam (homonymie).
Assam est un roman de Gérard de Cortanze publié le 21 août 2002 aux éditions Albin Michel et ayant reçu le prix Renaudot la même année.

## Résumé
Assam raconte l'histoire du marquis Aventino Roero Di Cortanze, aristocrate italien, au moment de l'invasion française de l'Italie par Napoléon Bonaparte. La première section de l'histoire dramatise sa réponse à l'invasion et de sa participation à des scènes de bataille, peut-être sur le modèle de Guerre et Paix ou La Conquête du courage (Red Badge of Courage, Stephen Crane). La deuxième section relate un voyage en Asie du Sud sous l'influence d'un ami qui est désireux de découvrir un moyen de développer un commerce de thé indien dans l'Italie pour rivaliser avec le commerce du thé en Chine que l'Angleterre était en train de développer. Dans la troisième section, il revient en Italie occupée et doit se décider entre collaborer avec les Français victorieux, rejoindre le parti des Autrichiens (également ennemis traditionnels de son pays natal, Piémont) et promouvoir non seulement l'unité italienne mais aussi un mouvement de résistance indépendante ou en d'autres termes un ‘maquis’ italien. Ce roman français où les Français sont présentés comme les agresseurs, soulève naturellement la question de l'expérience française de l'invasion par une grande puissance continentale du XIXe siècle.
Cependant, ce roman est aussi une histoire d'amour qui raconte la relation du héros dans la première et la troisième section avec une prostituée en Italie, et dans la seconde section avec une princesse en Inde. Cela fait partie d'un jeu postmoderne autour de l'image des jumeaux ou des doubles. Il y a une série persistante de suggestions selon laquelle la prostituée est elle-même de l'Inde, que la princesse est sa sœur (ou sa jumelle), qu'un tableau accroché dans la maison ancestrale du héros montre les deux femmes (ou peut-être des membres de leur famille). Alors qu'en Inde, Aventino reçoit une série de poèmes mystérieux (et qui arrive par une méthode tout aussi mystérieuse), à son retour, il trouve la prostituée emprisonnée et écrit des poèmes eux aussi mystérieux. Il découvre que s'ils sont comparés, les poèmes acquièrent un sens et peuvent être compris. Finalement, elle lui révèle que son surnom ‘Massa’ est une anagramme d'Assam.

## Éditions
- Assam, éditions Albin Michel, 2002,  (ISBN 978-2226133939).